# Gerardo Whelan
Gerardo Whelan (Detroit, 19 de junio de 1927-Santiago de Chile, 31 de octubre de 2003) fue un sacerdote que perteneció a la Congregación de Santa Cruz y que se distinguió como educador en Chile entre 1955 y 2003. Fue director de disciplina, profesor y rector del colegio Saint George, en Santiago. Gracias a la película Machuca, de Andrés Wood, su experimento educativo se dio a conocer masivamente. Existe un centro de desarrollo en su memoria.

## Biografía
Nacido en Detroit, en el hospital Providence de Míchigan (Estados Unidos). Fue el mayor de cuatro hermanos, de los que tuvo que hacerse cargo a la muerte de sus padres. Su padre murió a los 50 años y su madre, quien siempre sufrió de enfermedades, murió a los 57. 
Cursó sus estudios básicos en la Escuela de la Visitación, y la media en el Catholic Central High School en Detroit, donde se graduó en junio de 1946. Posteriormente, estudió en la Universidad de Notre Dame, donde obtuvo el título de Licenciado en Filosofía en 1951, y luego en el Holy Cross College de Washington D. C.
Se ordenó como sacerdote de la Congregación de Santa Cruz el 4 de junio de 1955, en la parroquia de San Esteban en Quebec, Canadá. Ese mismo año llegó a Chile, donde fue director de disciplina del colegio Saint George.
En agosto de 1967 obtuvo un máster en educación por la Universidad de Chicago y regresó a Chile en agosto de 1969, donde se hizo cargo de la rectoría del colegio hasta septiembre de 1973, cuando la Junta Militar encabezada por  Augusto Pinochet intervino el Saint George después de derrocar al gobierno socialista del presidente Salvador Allende, mediante un golpe de Estado, que establecería una dictadura militar en Chile.
La Congregación de Santa Cruz se vio obligada a abandonar el colegio. Whelan trabajó en el centro de Investigación y Desarrollo de la Educación (CIDE) hasta 1990 y, paralelamente, fue sacerdote de la parroquia San Roque, en Peñalolén. 
En 1992 pudo regresar al Saint George, donde se desempeñó como profesor de Teología y director de estudios hasta el 31 de octubre de 2003. En este período recibió la Orden al Mérito Docente y Cultural Gabriela Mistral en grado de Gran Oficial y fue postulado al Premio Nacional de Educación.
Murió producto de un cáncer el 31 de octubre de 2003. Sus funerales se realizaron en el bosque del Saint George’s College y fue enterrado en el Cementerio Católico de Santiago, en territorio chileno, como él quería. Un año después de su muerte nació el Centro de Desarrollo Gerardo Whelan ubicado en Peñalolén.

## Programa experimental
En 1965 confeccionó junto con profesores, sacerdotes y funcionarios un programa experimental, más flexible y distinto al impuesto por el Ministerio de Educación de Chile. Se basaba en que los alumnos son seres humanos, cristianos y chilenos que debían desarrollarse como personas, para luego integrarse a la realidad nacional e internacional. Tenían que estar relacionados con la vida democrática del país. Según el mismo Whelan, los estudiantes debían sentir inquietud y descontento con la marcha del sistema, lo que, para él, era síntoma de progreso, ya que si la gente no estaba contenta con lo que se estaba haciendo es porque existía un espíritu de superación.
El programa llamaba a la autodisciplina de los alumnos y a conocer las distintas realidades del país. Planteaba una educación más ágil y libre de la cual los alumnos también debían ser partícipes. Cada alumno tenía una riqueza y capacidad distinta, que debía desarrollarse de acuerdo a sus propias capacidades.
El programa no sólo debía enfocarse en el intelecto del alumno, sino también en sus valores y personalidad. De esta manera, el estudiante debía aprender en la sala de clases y tenía que vivir experiencias más realistas que lo estimularan a participar de la vida de su país. Así, el colegio atendía a la maduración gradual del alumno a través de cursos obligatorios y electivos que lo llevaran por su propia curiosidad a estudiar y perfeccionarse durante la vida. 
El programa experimental tuvo una gran importancia ya que abrió caminos a otros proyectos, como becas para que los niños de escasos recursos tuvieran la oportunidad de estudiar en el Saint George.

## Proyecto de integración
En 1968, gracias al programa experimental, comenzó a funcionar un sistema de becas para que jóvenes de sectores marginales pudieran estudiar en el colegio. El plan fue generando desconfianza entre la mayoría de los apoderados, sobre todo cuando el padre fue nombrado rector del colegio en 1970. Una de sus primeras medidas fue incorporar al colegio a mujeres y al menos tres estudiantes de escasos recursos en cada sala. Así llegaron niños que se encontraban a un costado del río Mapocho, en las poblaciones El Esfuerzo, El Trabajo y El Ejemplo.
En el mismo colegio, intentaba reunir a ambas clases sociales en la chacra. El trabajo con la tierra y animales formaba parte integral del programa experimental de educación, y al mismo tiempo ayudaba a financiar los proyectos de integración. También mezclaba equipos de fútbol y pedía a los profesores que integraran en los trabajos a los alumnos de las poblaciones.

## Espíritu crítico
Para Gerardo Whelan uno de los elementos esenciales respecto al proceso educativo de los alumnos era que tuvieran un espíritu crítico, que fueran personas que cuestionaban la realidad que los rodeaba. Había que adoptar una posición que criticara la sociedad, los aspectos económicos, políticos, culturales, etc. Había que tener una posición y opinión de la realidad que rodeaba a los alumnos. 

## Homenajes

### Machuca
Machuca es una película en memoria de Gerardo Whelan, dirigida por Andrés Wood. Revive la historia turbulenta de los cambios sociales en varios colegios católicos a comienzos de los años 1970. La película cuenta la historia de Gonzalo Infante y Pedro Machuca, dos niños de once años que viven en Santiago de Chile en 1973 y en realidades totalmente distintas. Mientras Gonzalo vive acomodado en un barrio alto, Machuca vive en una población marginal. 
Están separados por una línea que el padre McEnroe, director del colegio basado en el padre Gerardo Whelan, quiere derribar aceptando a niños de bajos recursos. Machuca se basa en el exalumno Amante Eledin Parraguez (profesor universitario y autor de algunos poemarios).

### Centro de Desarrollo Gerardo Whelan
El Centro de Desarrollo Gerardo Whelan lo integran profesionales y profesores relacionados con la educación; ubicado en la comuna de Peñalolén, está vinculado a la parroquia San Roque. Es un centro de computación donde los jóvenes pueden desarrollar investigaciones a través de internet, con bibliotecas sobre diversos temas. Su principal objetivo es financiar becas estudiantiles. Además, promueve ideas para poner en práctica la integración social. 